# Bereżiwka
Bereżiwka (ukr. Бережівка) – wieś na Ukrainie, w obwodzie czernihowskim, w rejonie pryłuckim, w hromadzie Parafijiwka. W 2001 liczyła 762 mieszkańców, spośród których 744 wskazało jako ojczysty język ukraiński, 16 rosyjski, a 1 polski, a 1 inny.